# Dieters Lieder
Dieters Lieder var en dansk pop-/rockgruppe fra Roskilde, der blev dannet i 1980. Gruppen bestod bl.a. af de to konstante medlemmer, brødrene Johan og Martin Gerup, og af den senere komponist og producer Halfdan E. De startede som et konceptband med sange omkring den fiktive person "Dieter" fra Berlin. Konceptet blev opgivet efter debutalbummet. Gruppen udgav to albums inden deres opløsning i 1988. Dieters Lieder er især kendt for sangen "Dig og mig".

## Historie

### Opstart (1980 – 1982)
Dieters Lieder blev dannet i 1980 i musikmiljøet omkring spillestedet Club Paramount i Roskilde af Johan Gerup (guitar), Martin Gerup (trommer), Ped Ott Tønsberg (bas) og Axel Mohr (sang), der i 1981 erstattedes af Peter Rahbek. Via den tidligere Parkering Forbudt-trommeslager Grev Lyhne kom gruppen i kontakt med børnerockbevægelsen, som de flirtede med en periode. Gruppens musik blev af Torben Bille i april 1982 beskrevet som: “... en samling mundrette, rapt turnerede sange med en musik som ikke er fri for at være funk påvirket, men både har rødder tilbage til visetradition og temperament til fælles med de nye rockbølger - uden at falde fra hinanden i stilforvirring”. Dieters Lieder debuterede i slutningen af 1982 med sangen "Schweizer Frank" på Her og nu - en EP med 4 numre, hvor også Parkering Forbudt, Teenagers og Aphrodite medvirkede. I december 1982 optrådte de i tv-programmet Tryk 16 på DR sammen med Aphrodite og Parkering Forbudt.

### Første album (1983)
Dieters Lieder havde i efteråret 1982 påbegyndt indspilningerne til deres debutalbum Jeg ka' lieder, der blev udgivet i marts 1983 på Genlyd. Musikken var påvirket af grupper som The Police og U2, og albummet vakte en del opsigt. Med albummet fulgte et tegneserie-tillæg, der var tegnet af Jeppe Højholt. Dieters Lieder spillede bl.a. på Roskilde Festival 1983, hvor lokalforeningen Fajabefa havde arrangeret en torsdag aften for Roskilde-bands. Koncerten blev optaget af Danmarks Radio og to af gruppens sange blev i august 1983 vist i tv-programmet Spil op. Efter debutalbummet forlod gruppen Dieter-konceptet og ønskede samtidig at gå i en mere pop-orienteret retning. Rahbek og Tønsberg spillede deres sidste koncert med gruppen i november 1983, hvorefter de forlod gruppen. Martin Gerup skiftede til keyboards, mens Halfdan E. Nielsen (bas) og Morten Kaufmann (trommer) blev nye medlemmer. Brødrene Gerup var nu i den vokale front.

### Mellem-periode (1984 – 1987)
Med den nye besætning udsendtes i 1984 sangen "Dig og mig", der blev et mindre single-hit. Gruppen optrådte live med sangen i Wikke & Rasmussens tv-program Fredag i farver i december 1984. Her spillede de også deres julesang "Jul med dig". Den blev aldrig indspillet af gruppen selv, men med en ny tekst indspillede Martin Gerup sangen som "Free America" til albummet Laika (1990, CBS) fra projektet Next Stop Rock'n'roll. Efter en periode med materialet fra det første album og den nye single oparbejdede Dieters Lieder nyt materiale i en mere reggae- og funkinspireret popstil.
I 1985 mødte gruppen musikeren og produceren Kim Sagild og indledte et samarbejde, der varede de næste tre år. Første resultat var singlen "Those days are over", der blev udgivet i 1986. Det var dog b-siden "Mig og vennerne", der endte med at blive den mest spillede af de to i radioen. Den er i dag den næstmest spillede Dieters Lieder-sang efter "Dig og mig". Senere samme år genindspilledes "Dig og mig" til tv-serien Sonny Soufflé Chok Show, der havde premiere i januar 1987. Sangen udkom på soundtrack-albummet Sonny Soufflé - fra Tonny til Sonny i 1987. Sideløbende med Dieters Lieder spillede gruppens medlemmer fra 1987-89 i et af landets første coverbands, Betjente Betjente, som spillede Police-numre. Her medvirkede også Nina Frederiksen (keyboards), som var tilknyttet Dieters Lieder i live-sammenhænge i 1984-85.

### Andet album og opløsning (1988)
Gruppen udsendte først i 1988 det næste album Hvor flink kan man blive?. De fem år mellem de to albums skyldtes dels, at kommunikationen mellem Roskilde og pladeselskabet Genlyd i Aarhus gik meget langsomt, dels fordi Genlyd mente, at gruppen skulle have tid til at modnes. Martin Gerup:
"De ca. 10 gange vi har sendt demobånd til vores pladeselskab Genlyd har vi hver gang været fuldstændig overbeviste om, at det måtte blive til en LP, og som orkester er det altid svært at forstå pladeselskabets forbehold..."
Albummet indeholdt singlen "Those days are over"/"Mig og vennerne" og den genindspillede version af "Dig og mig". Efter en turné og en tv-optræden i Under bøgen på DR opløstes gruppen inden udgangen af 1988.

### Gendannelse (2014, 2020)
Dieters Lieder blev i november 2014 kortvarigt gendannet med Gerup-brødrene, Halfdan E. Nielsen og Morten Kaufmann. De spillede tre koncerter i Roskilde - én af dem sammen med bl.a. Young Flowers til 50 års jubilæet for spillestedet Club Paramount. Martin Gerup:
"Vi er blevet spurgt hvert år, om vi ville samles, men det var først nu, at det passede ind og vi sagde ja."
Den 1. februar 2020 optrådte Dieters Lieder ved Roskilde Rock Galla på spillestedet Gimle sammen med de to andre til lejligheden gendannede Roskilde-grupper Agathorn og Effy & Eliten. Alle tre grupper havde i 1980erne spillet på de oprindelige Roskilde Rock Galla aftener, som blev afholdt i Roskilde Kulturhus - Festsalen på Hotel Prindsen. Besætningen bestod af Martin og Johan Gerup, Halfdan E. Nielsen, trommeslager Peter Altmann og saxofonist Carsten Weber.

## Diskografi

### Albums
- Jeg ka' lieder (1983, Genlyd)
- Hvor flink kan man blive? (1988, Genlyd)

### Singler
- Dig og mig/Åh-ååååh (1984, Genlyd)
- Those days are over/Mig og vennerne (1986, Genlyd)
- Fuglemor og fuglefar/Når du kommer hjem (1988, Genlyd)

### Andre optrædener
- Her og nu (1982, ROSEN) - Schweizer Frank
- Sonny Soufflé - fra Tonny til Sonny (1987, Ebba Ejlertsens Pladeselskab) - Dig og mig (87 version)